# Epidendrum chioneum
Epidendrum chioneum är en orkidéart som beskrevs av John Lindley. Epidendrum chioneum ingår i släktet Epidendrum och familjen orkidéer. Inga underarter finns listade i Catalogue of Life.